# Аладьин, Алексей Фёдорович
Алексе́й Фёдорович Ала́дьин (1873, Самарская губерния, Российская империя — 1927, Лондон, Великобритания) — русский журналист, член I Государственной Думы от Симбирской губернии.

## Биография
Родился 15 марта 1873 года селе Новиковка, Ставропольского уезда, Самарской губернии, в семье зажиточного крестьянина. Отец вскоре разорился, и семья переехала в Симбирск.
Учился в народном училище и Симбирской гимназии, из 8-го класса которой был отчислен за участие в революционном движении. Сдав экстерном экзамены при гимназии поступил в Императорский Казанский университет, где учился сначала на медицинском факультете, а затем на естественном отделении физико-математического факультета.

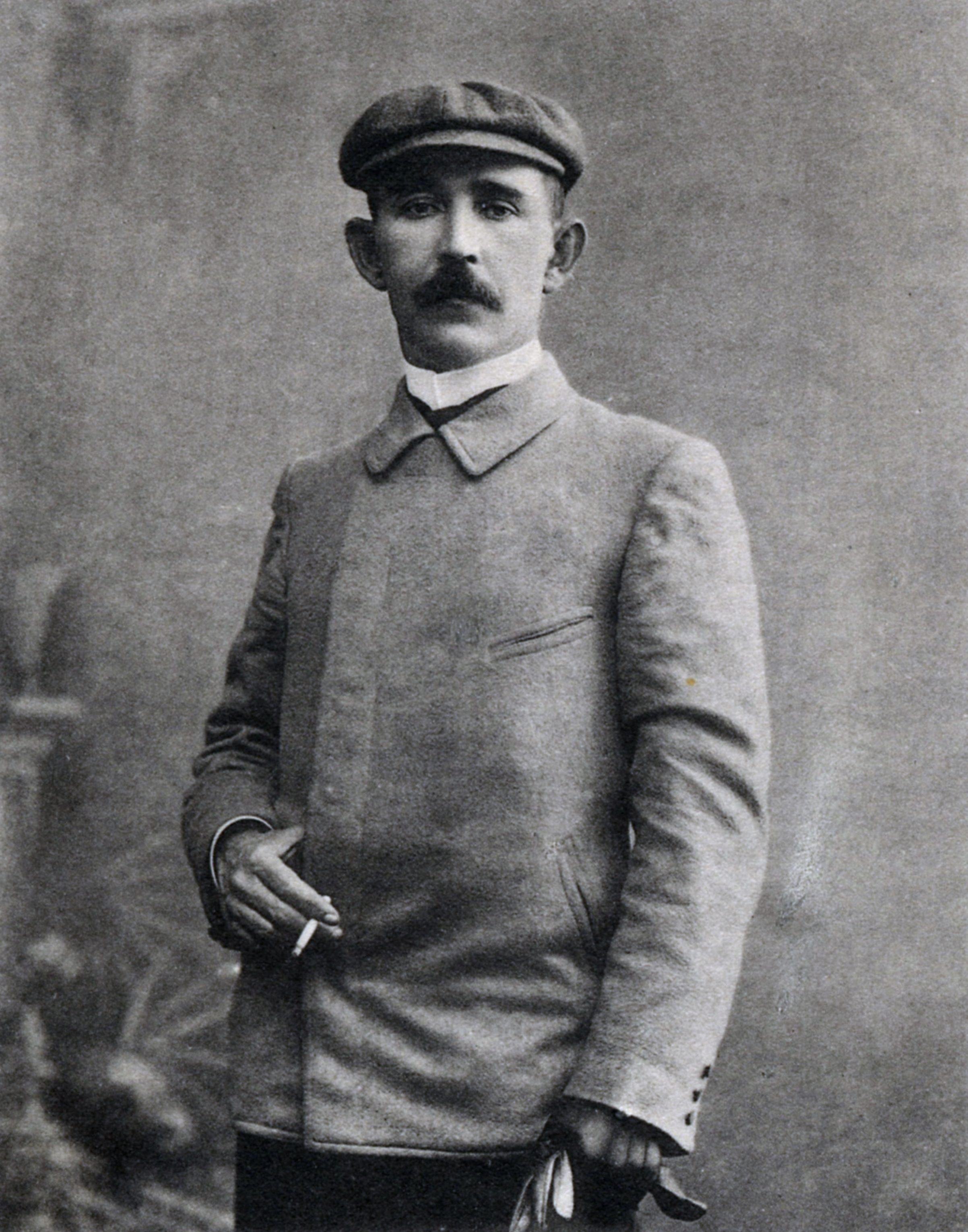
А. Ф. Аладьин, 1906

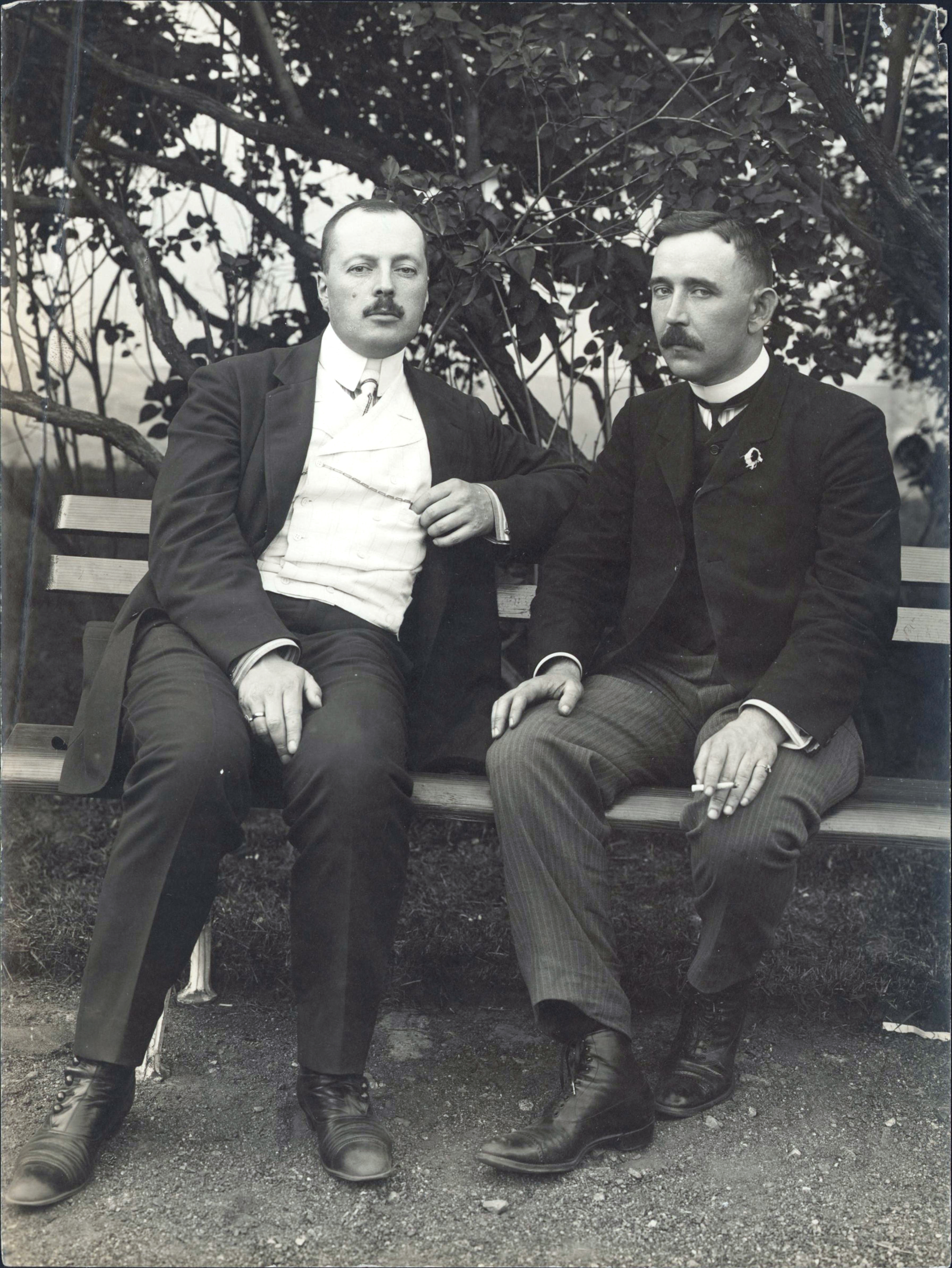
С В. Д. Набоковым, 1906 год

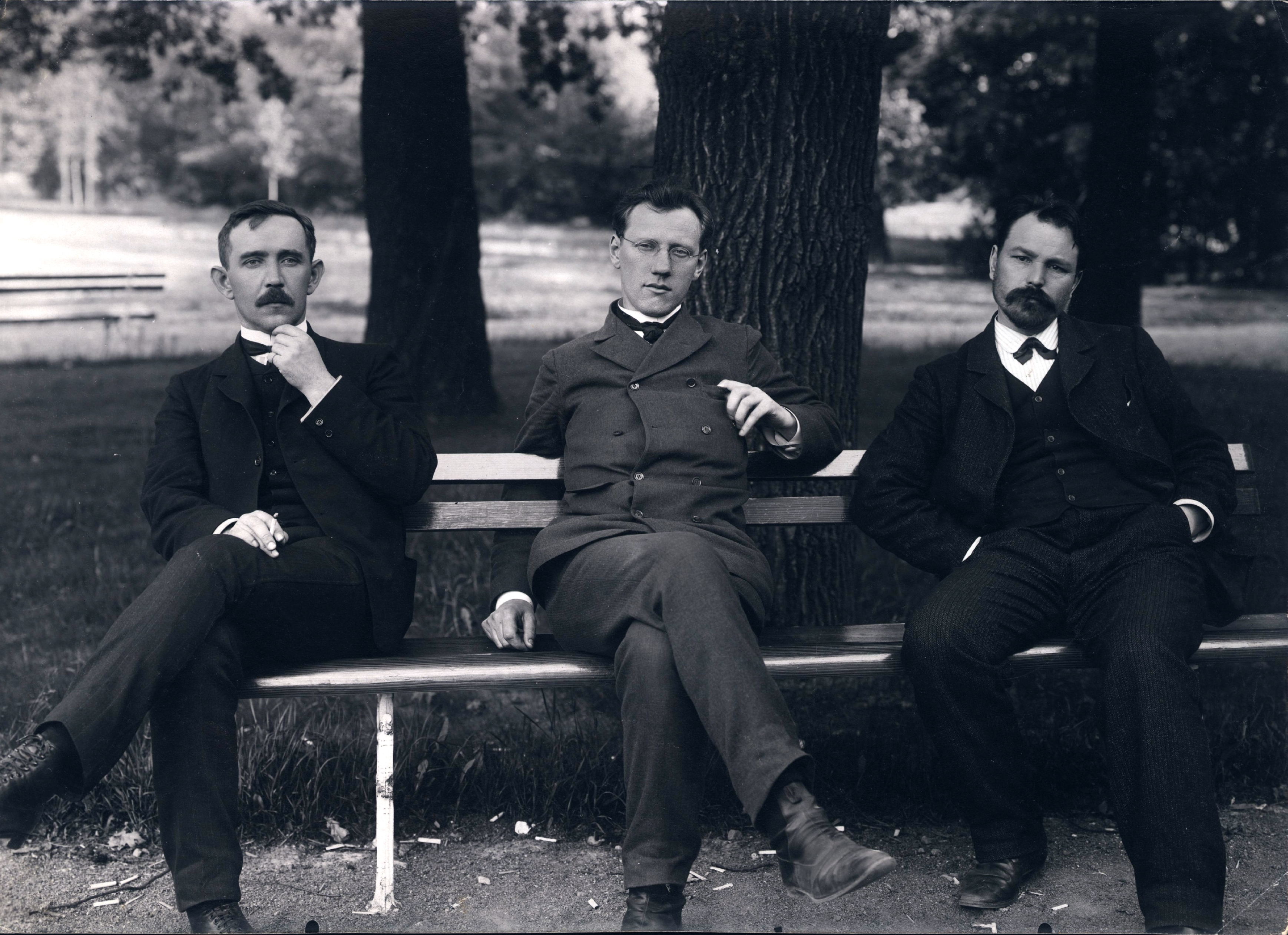
Члены I Государственной Думы:
А. Ф. Аладьин, И. В. Жилкин,
С. В. Аникин, 1906 год

В 1892—1894 годах вёл безуспешную агитацию среди крестьян Свияжского уезда, в 1895—1896 годах вёл пропаганду среди рабочих Алтуфьевской фабрики.
Был исключён из университета за революционную пропаганду; 20 февраля 1896 года был арестован и 5 октября 1896 года освобождён под залог с обязательством проживания в Симбирске. В марте 1897 года бежал за границу. Жил в Бельгии, Франции и Великобритании, где перебивался случайными заработками, был электриком, переводчиком на русский язык; в Лондоне преподавал русский язык.
В начале декабря 1905 года вернулся в Россию. В Петербурге принимал участие в проведении забастовки, выступал на митингах, был членом боевой дружины.
В начале 1906 года уехал в Симбирск, где вскоре был избран депутатом в первую Государственную Думу по крестьянской курии. В Думе выступил одним из инициаторов и организаторов «Трудовой группы» и являлся одним из её популярных ораторов. Основная идея, проходящая почти через все его речи, состояла в том, что только Государственная дума сдерживала народные революционные силы. В своих практических требованиях Аладьин обыкновенно оказывался довольно умеренным и иногда поддерживал конституционно-демократическую партию.
3 июля 1906 года был избран в члены депутации от думы на межпарламентский конгресс в Лондоне и вместе с рядом других депутатов выехал за границу. В это время Дума была распущена. Остался за границей.
В 1907 году в одной из волостей Симбирской губернии он был выбран уполномоченным от крестьян для избрания выборщиков в государственную думу, но его избрание было кассировано Сенатом на том основании, что он не крестьянин-домохозяин. В том же году ездил в США, где с успехом прочёл ряд лекций, посвящённых России. Убеждал правительство США не давать займов России, пока её власти не прекратят политику репрессий инакомыслящих.

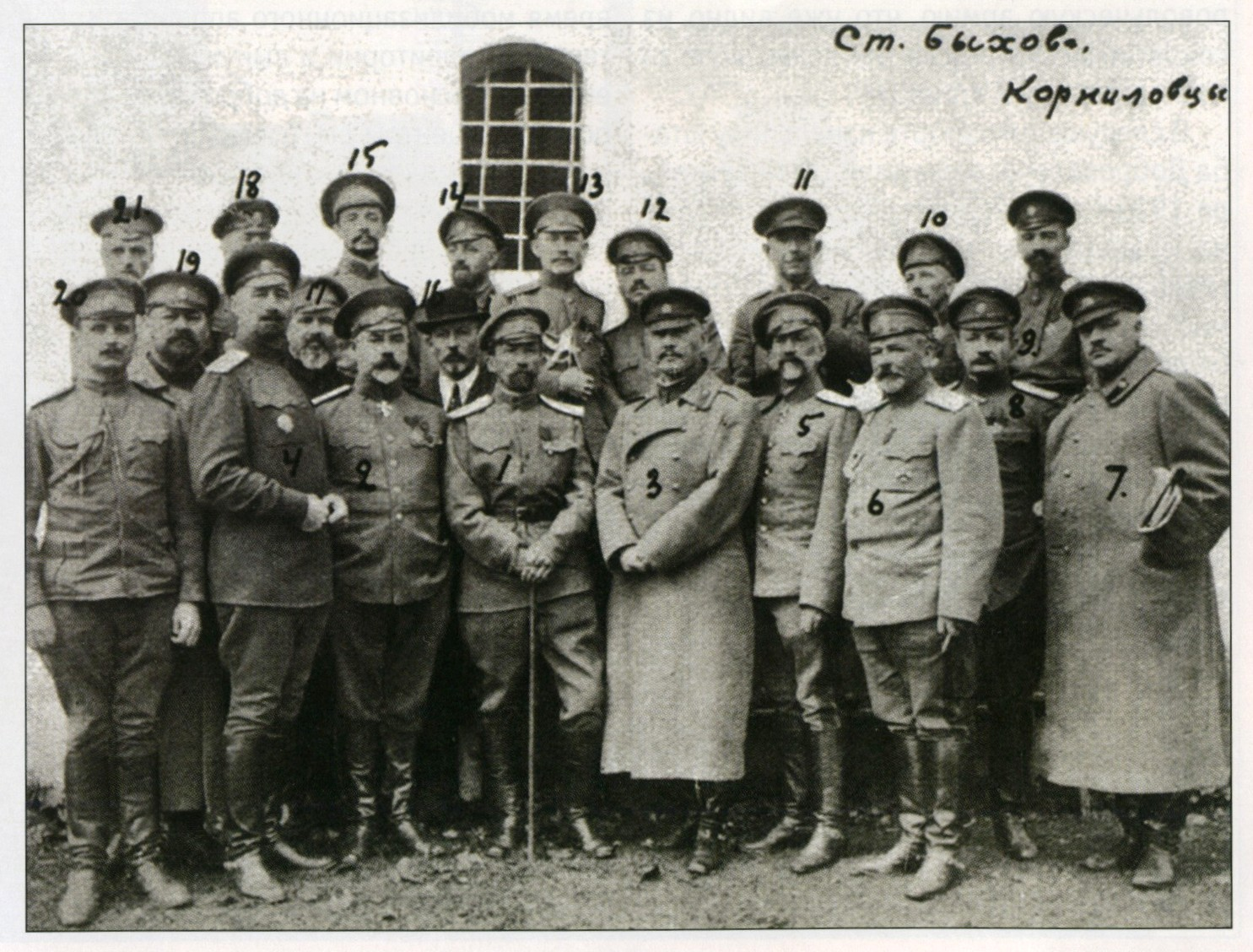
Группа арестованных генералов и офицеров во главе с Корниловым в период Быховского заточения. По номерам: 1. Л. Г. Корнилов; 2. А. И. Деникин; 3. Г. М. Ванновский; 4. И. Г. Эрдели; 5. Е. Ф. Эльснер; 6. А. С. Лукомский; 7. В. Н. Кисляков; 8. И. П. Романовский; 9. С. Л. Марков; 10. М. И. Орлов; 11. А. Ф. Аладьин; 12. А. П. Брагин; 13. В. М. Пронин; 14. прапорщик С. Ф. Никитин; 15. прапорщик А. В. Иванов; 16. И. В. Никаноров (Никоноров); 17. Л. Н. Новосильцев; 18. Г. Л. Чунихин; 19. И. А. Родионов; 20. И. Г. Соотс; 21. В. В. Клецанда. Осень 1917 года

Работал журналистом ряда британских газет. После начала Первой мировой войны обратился в русское посольство в Лондоне с просьбой о получении разрешения для возвращения на родину, но получил отказ.
Поступил на военную службу в британскую армию, где получил звание лейтенанта.
В июле 1917 года вернулся в Петербург, где поддерживал генерала Л. Г. Корнилова, после выступления которого был арестован и заключён в Быховскую тюрьму. Был освобождён после Октябрьской революции.

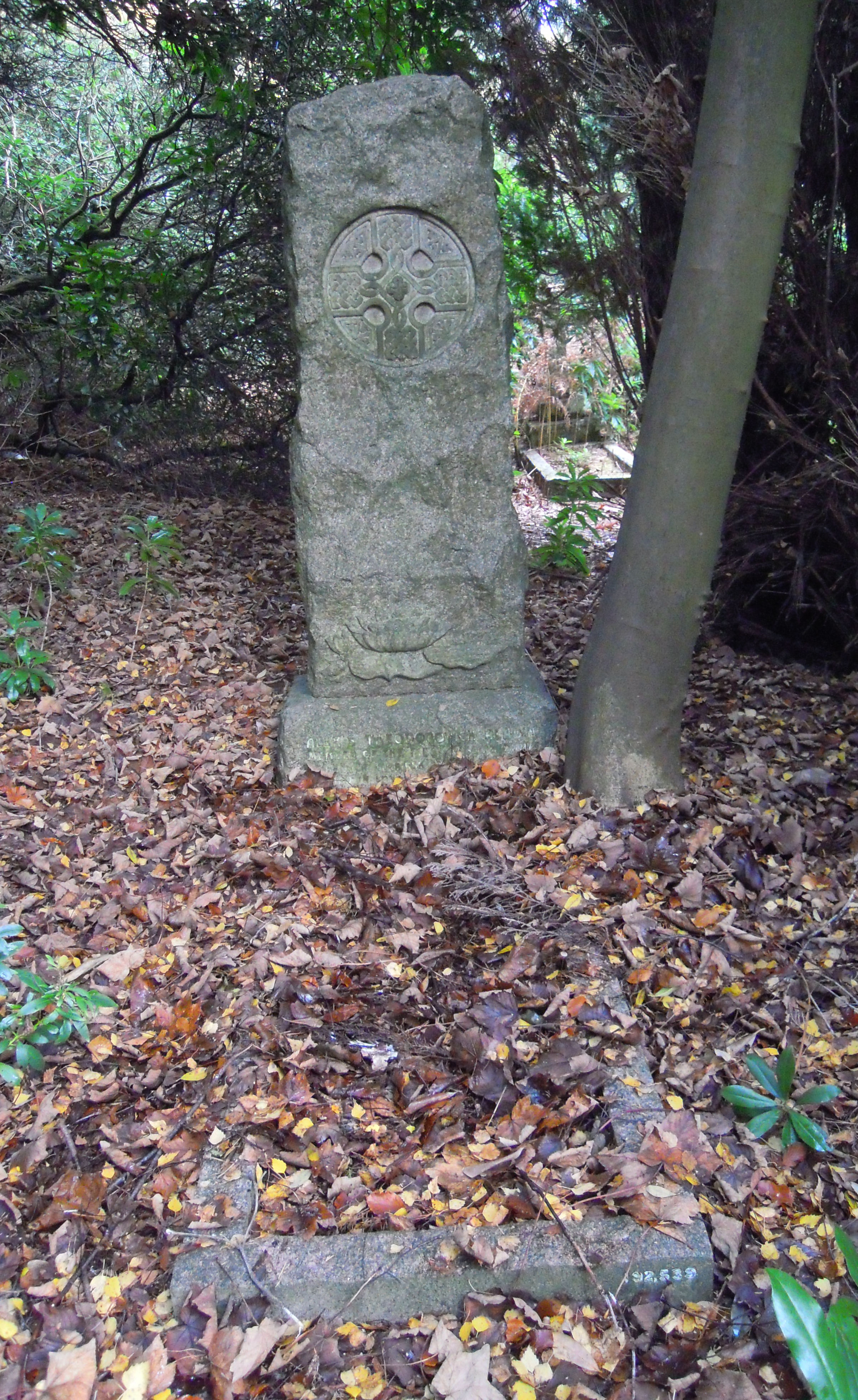
Могила Аладьина на Бруквудском кладбище

В годы Гражданской войны примкнул к Белому движению. В Донской армии был в звании штабс-капитана. В 1920 году установил контакты с британской миссией на Юге России, принимал войска и грузы из Великобритании в Екатеринодаре и Новороссийске. В том же году занимался эвакуацией войск из Крыма. Эмигрировал в Европу.
Умер 30 июля 1927 года в госпитале Святого Фомы в Лондоне.